# ناوشکن آلمیرانت براون-کلس
ناوشکن آلمیرانت براون-کلس (به انگلیسی: Almirante Brown-class destroyer) یک کلاس از کشتی است که طول آن ۱۲۶ متر (۴۱۳ فوت) می‌باشد.